# Сяменьський метрополітен
Сяменьський метрополітен (кит.: 厦门轨道交通) — система ліній метрополітену в місті Сямень, Фуцзянь, КНР. Метрополітен відкритий 31 грудня 2017 року, став другим метрополітеном в провінції Фуцзянь після метрополітену Фучжоу. В системі використовуються шестивагонні потяги що живляться від повітряної контактної мережі.

## Історія
Будівництво метрополітену почалося 13 листопада 2013 року. Початкова ділянка відкрита наприкінці 2017 року складалася з 24 станцій Лінії 1. Початкова ділянка Лінії 2 в складі 29 станцій була відкрита наприкінці грудня 2019 року. Наприкінці червня 2021 року відкрилася початкова дільниця Лінії 3 в складі 16 станцій, невдовзі ще декілька станцій відкриється вже на діючій дільниці. Особливістю нової лінії є 4-х кілометровий підводний тунель.

## Лінії
Переважна більшість станцій в місті підземна (в системі лише 2 наземні станції), всі станції обладнані скляними дверима що відділяють платформу від потяга метро.
| №       | Дата відкриття | Останнє продовження | Кількість станцій | Кінцеві станції                   | Довжина в км | К-сть підземних станцій |
| ------- | -------------- | ------------------- | ----------------- | --------------------------------- | ------------ | ----------------------- |
| Лінія 1 | 31 грудня 2017 | —                   | 24                | «Yannei»-«Zhenhai Rd»             | 30,3         | 23                      |
| Лінія 2 | 25 грудня 2019 | —                   | 29                | «Wuyuanwan»-«Tianzhushan»         | 41,6         | 29                      |
| Лінія 3 | 25 червня 2021 | —                   | 16                | «Xiamen railway station»-«Caicuo» | 26,5         | 15                      |

## Розвиток
На середину 2021 року в місті будується 2 нові лінії та ще декілька станцій на діючих лініях:
- Лінія 4 — 10 станції та 44,8 км, відкрити планують у 2023 році.
- Лінія 6 — 27 станцій та 46 км, відкрити планують у 2023 році.

## Режим роботи
Працює з 6:30 до 22:30.

## Галерея

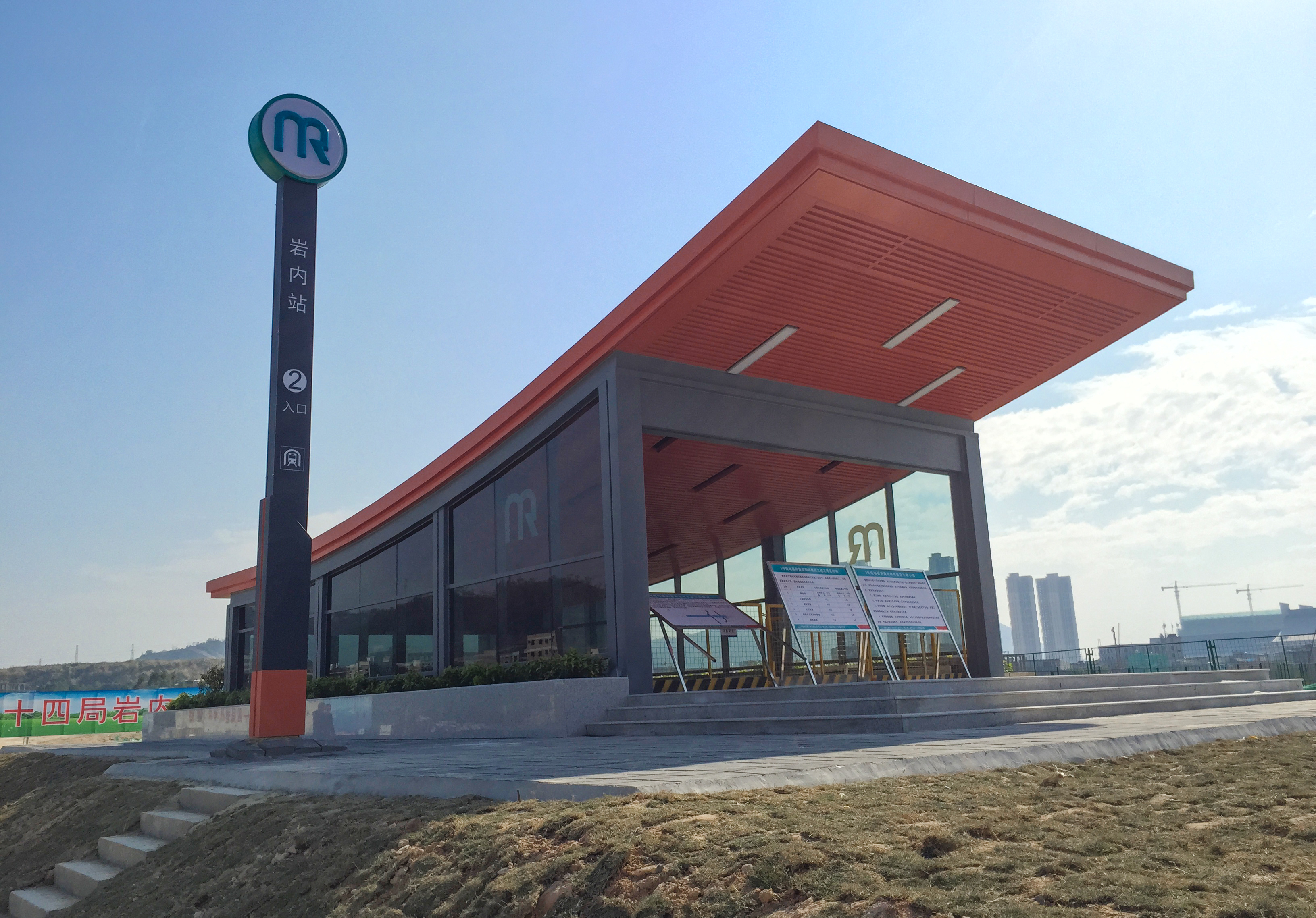
Вихід 2 зі станції «Yannei» Лінії 1
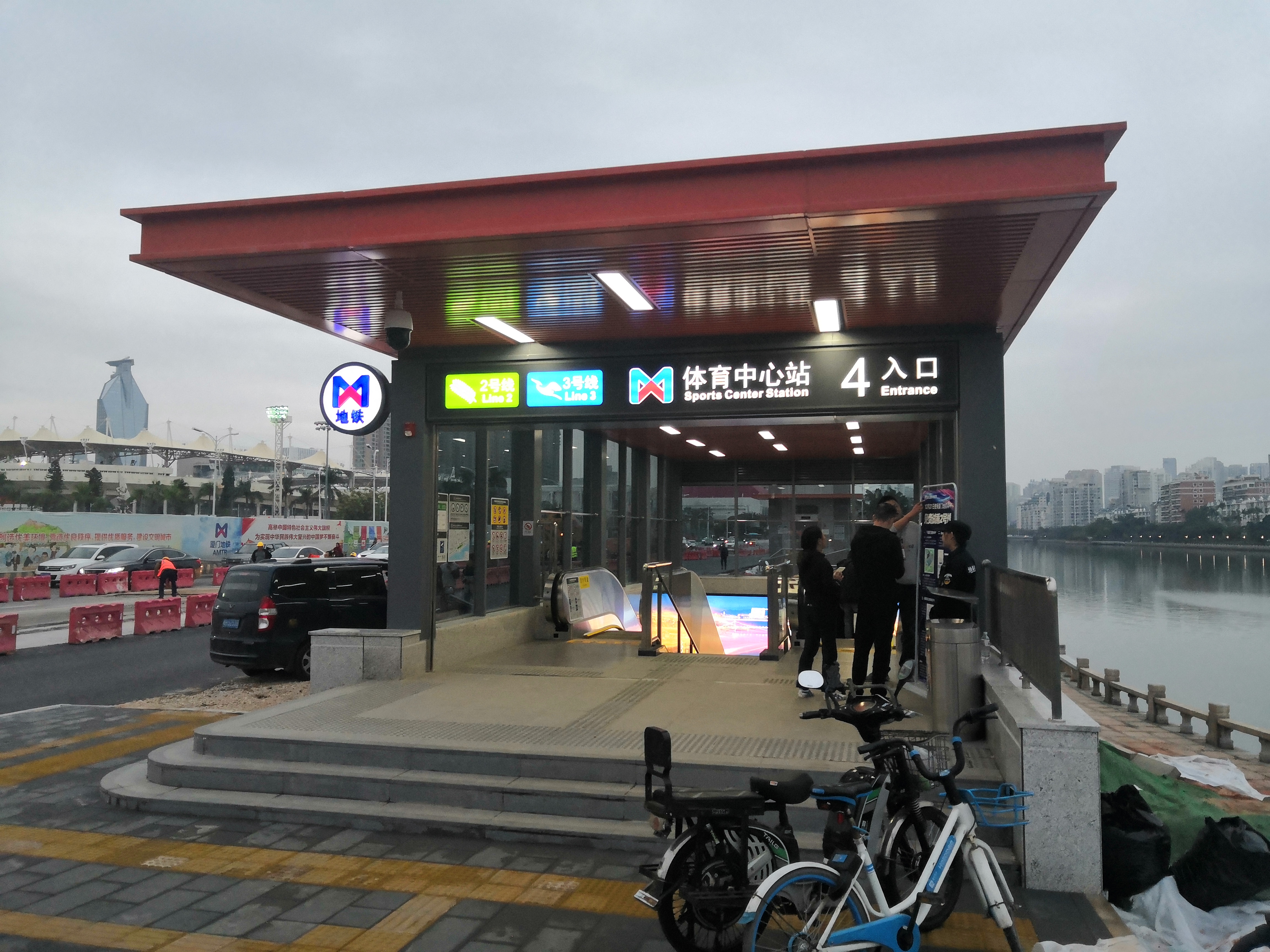
Вихід № 4 зі станції «Sports center»
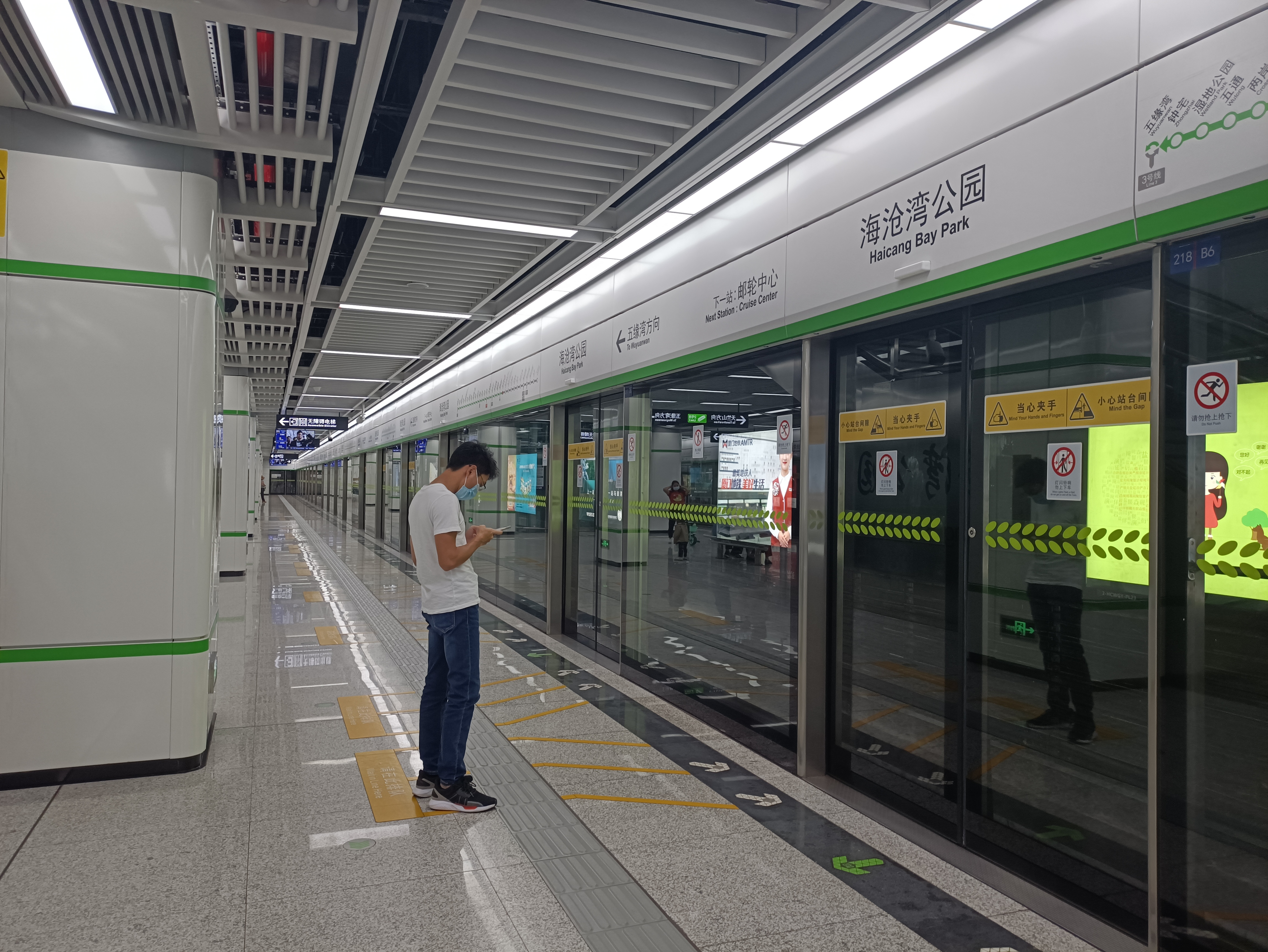
Платформа станції «Haicang Bay Park» Лінії 2
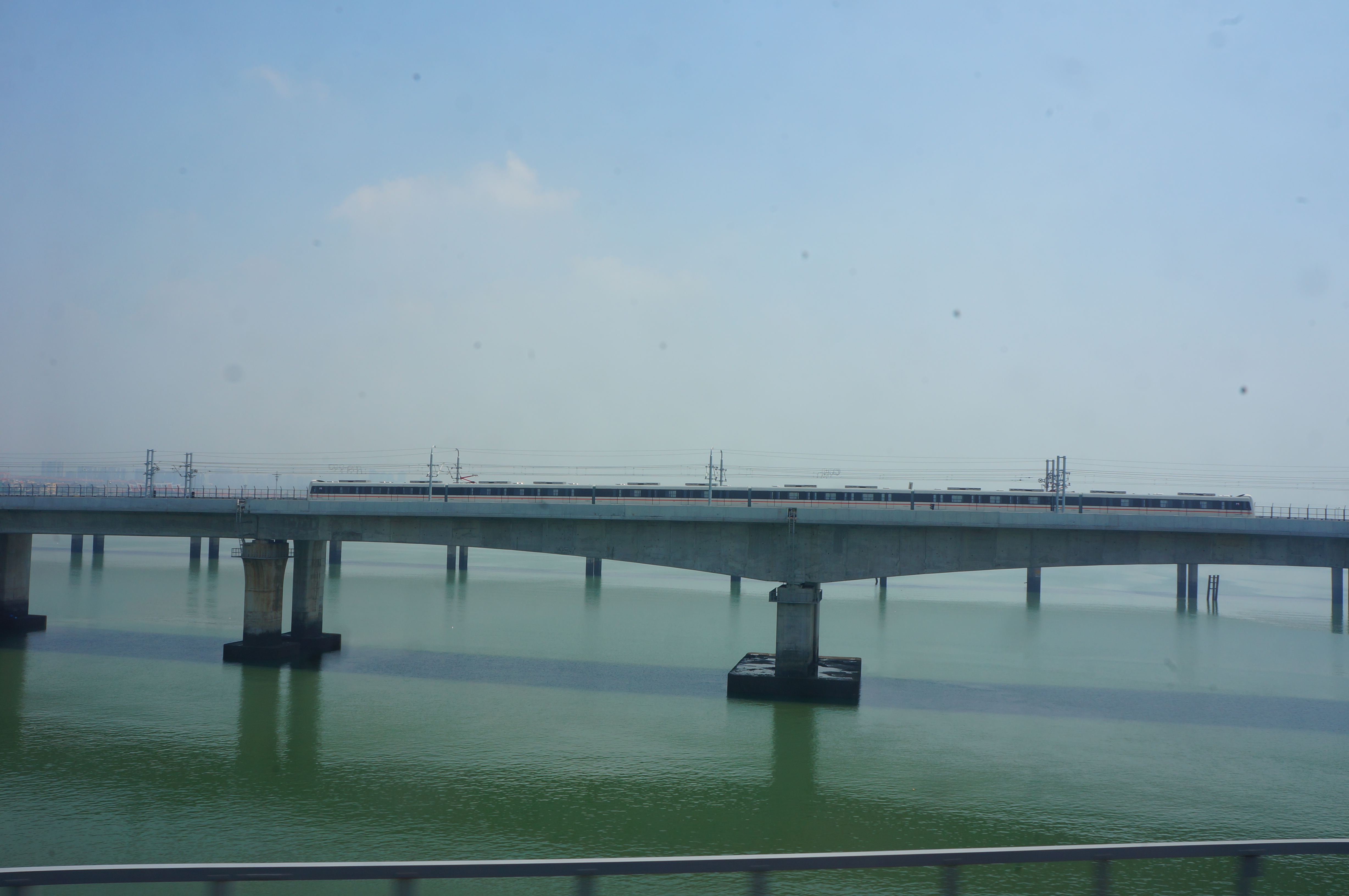
Потяг метро на мосту Gaoqi-Jimei